# Archidiecezja Utrechtu

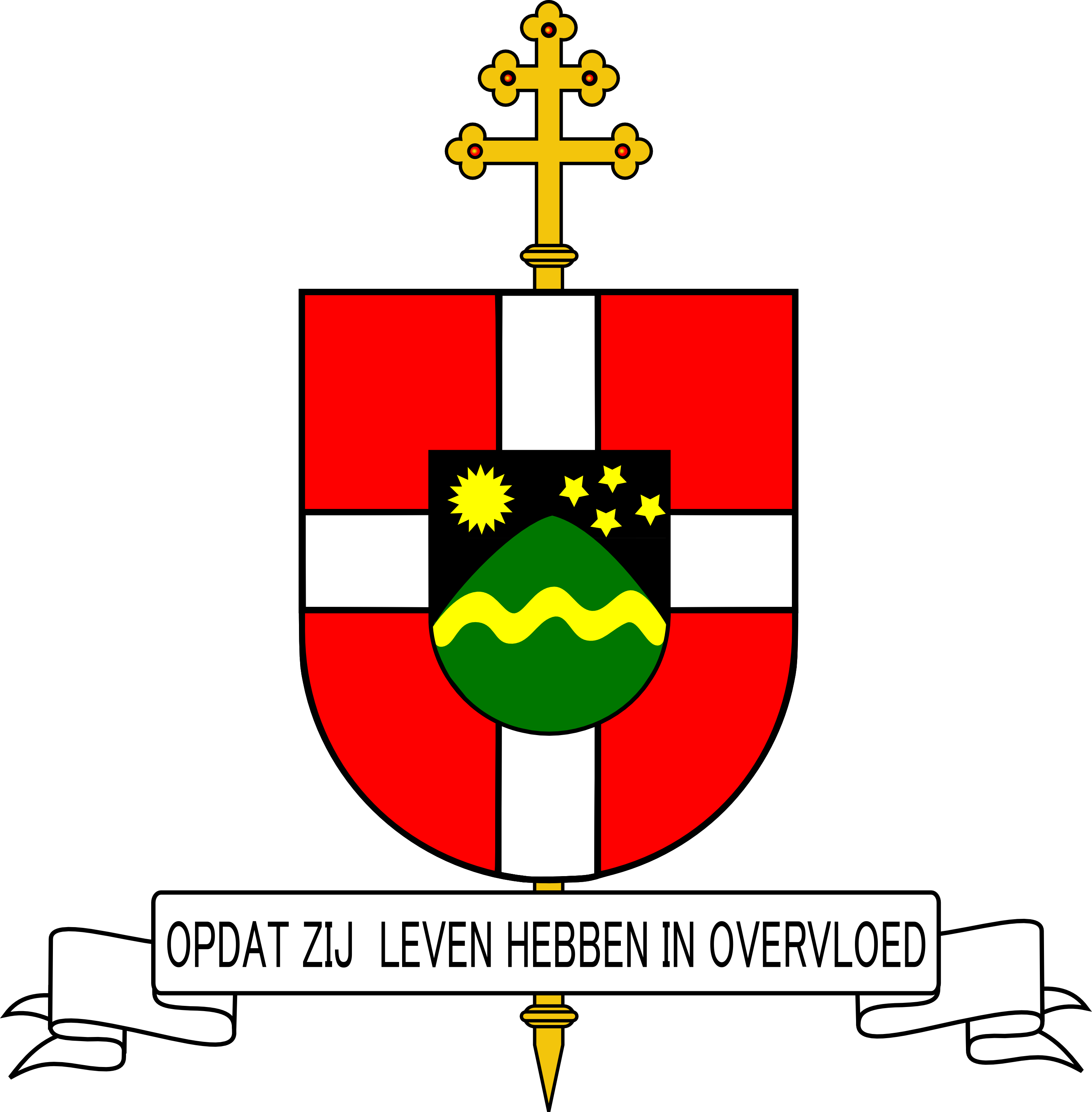
Herb Starokatolickiego Arcybiskupa Utrechtu Jorisa Vercammena

Archidiecezja Utrechtu  – jedna z dwóch diecezji Kościoła Starokatolickiego w Holandii, ze stolicą w Utrechcie. Od 2021 r. ordynariuszem diecezji jest abp Bernd Wallet (ur. 1971).

## Parafie

### Region Amersfoort-Groningen-Almere-Twente-Hilversum-Arnhem (Agatha)
- Parafia św. Jerzego w Amersfoort, proboszcz: ks. dr Louis Runhaar
- Parafia św. Willibrorda w Arnhem, proboszcz: ks. dr Joke Kolkman
  - Kościół św. Dominika w Nijmegen
- Parafia św. Wita w Hilversum, proboszcz: ks. kan. dr Wieste van der Velde
  - Wspólnota starokatolicka w prowincji Twente, opiekun: ks. dr E. Cortvriendt

### Region Utrechtu
- Parafia św. Barbary i św. Antoniego w Culemborg, proboszcz: ks. dr Frank Duivenvoorde
- Parafia św. Jana Chrzciciela w Goudzie, proboszcz: ks. dr Henrik Schoon
- Parafia Archikatedralna Maryi Panny, św. Jakuba i św. Gertrudy w Utrechcie, proboszcz: ks. dr Bernd Wallet
- Parafia św. Michała i Jana Chrzciciela w Oudewater, proboszcz: wakat
- Parafia św. Bartłomieja w Schoonhoven, proboszcz: ks. dr R.A Vroom

### Region Południowy-Holenderski
- Parafia św. Marii i św. Urszuli w Delfcie, proboszcz: ks. dr Robin Voorn
- Parafia św. Franciszka i św. Adolfa w Lejdzie, proboszcz: ks. Helen Gaasbeek
- Parafia św. Piotra i Pawła w Rotterdamie, proboszcz: ks. dr Johannes De Rie
- Parafia św. Jana Chrzciciela, św. Marii Magdaleny i św. Wawrzyńca w Schiedam, proboszcz: ks. dr Leen Wijker

### Region Południowy-Niderlandzki
- Parafia św. Marii w Dordrecht, proboszcz: ks. dr Henrik Schoon
- Parafia św. Marii Magdaleny w Eindhoven, proboszcz: ks. Wim van den Berg
  - Wspólnota starokatolicka w Maastricht, duszpasterz: ks. sen. Piet Coemans
  - Wspólnota starokatolicka w Mijdrecht, duszpasterz: ks. Erna Peijnenburg
- Wspólnota klasztorna Dobrego Pasterza w Temse
- Wspólnota starokatolicka w prowincji Zeeland, opiekun: vacat